# Anepsiozomus harteni
Espèce
Anepsiozomus harteni est une espèce de schizomides de la famille des Hubbardiidae.

## Distribution
Cette espèce est endémique de Socotra au Yémen. Elle se rencontre vers Wadi Danegan.

## Description
Le mâle holotype mesure 5,50 mm.

## Étymologie
Cette espèce est nommée en l'honneur d'Anthony van Harten.

## Publication originale
- Harvey, 2006 : The schizomid fauna (Arachnida: Schizomida: Hubbardiidae) of the Arabian Peninsula and Somalia. Fauna of Arabia, vol. 21, p. 167-177.